# All Star Smash Hits
All Star Smash Hits — сборник лучших песен американской рок-группы  Smash Mouth, выпущенный в 2005 году. В трек-лист попали как песни с первых четырёх альбомов, так и не попавший туда материал.

## Список композиций
| Оценки критиков | Оценки критиков |
| Источник        | Оценка          |
| --------------- | --------------- |
| Allmusic        | [ 1 ]           |

1. «All Star» — 3:20 попала в саундтрек мультфильма Шрек
2. «Walkin' On The Sun» — 3:26
3. «Flo» — 2:11
4. «Beer Goggles» — 2:00
5. «Why Can’t We Be Friends» — 4:46
6. «Diggin' Your Scene» — 3:08
7. «Waste» — 3:24
8. «Then the Morning Comes» — 3:01
9. «Come On, Come On» — 2:32
10. «Can’t Get Enough Of You Baby» — 2:31
11. «Every Word Means No» — 2:45 попала в саундтрек сериала Друзья
12. «Better Do It Right» — 3:10 попала в саундтрек к фильму Гринч — похититель Рождества
13. «Do It Again» — 3:55 попала в саундтрек к фильму Я, снова я и Ирэн (кавер-версия песни группы Steely Dan)
14. «Holiday In My Head» — 2:40
15. «Pacific Coast Party» — 2:58
16. «I'm a Believer» — 3:03 попала в саундтрек мультфильма Шрек
17. «Ain’t No Mystery» — 3:56 попала в саундтрек к фильму Остин Пауэрс: Голдмембер
18. «Hang On» — 2:53
19. «Always Gets Her Way» — 3:13
20. «Getting Better» — 2:23 попала в саундтрек к фильму Кот (кавер-версия песни The Beatles)

### С альбома Fush Yu Mang
1. «Walkin' On The Sun»
2. «Flo»
3. «Beer Goggles»
4. «Why Can’t We Be Friends»

### С альбома Astro Lounge
1. «All Star»
2. «Diggin' Your Scene»
3. «Waste»
4. «Then The Morning Comes»
5. «Come On, Come On»
6. «Can’t Get Enough Of You Baby»

### С альбома Smash Mouth
1. «Holiday In My Head»
2. «Pacific Coast Party»
3. «I’m A Believer»

### С альбома Get The Picture?
1. «Hang On»
2. «Always Gets Her Way»

### C других альбомов
1. «Every Word Means No»
2. «Better Do It Right»
3. «Do It Again»
4. «Ain’t No Mystery»
5. «Getting Better»